# Memorial Sighet

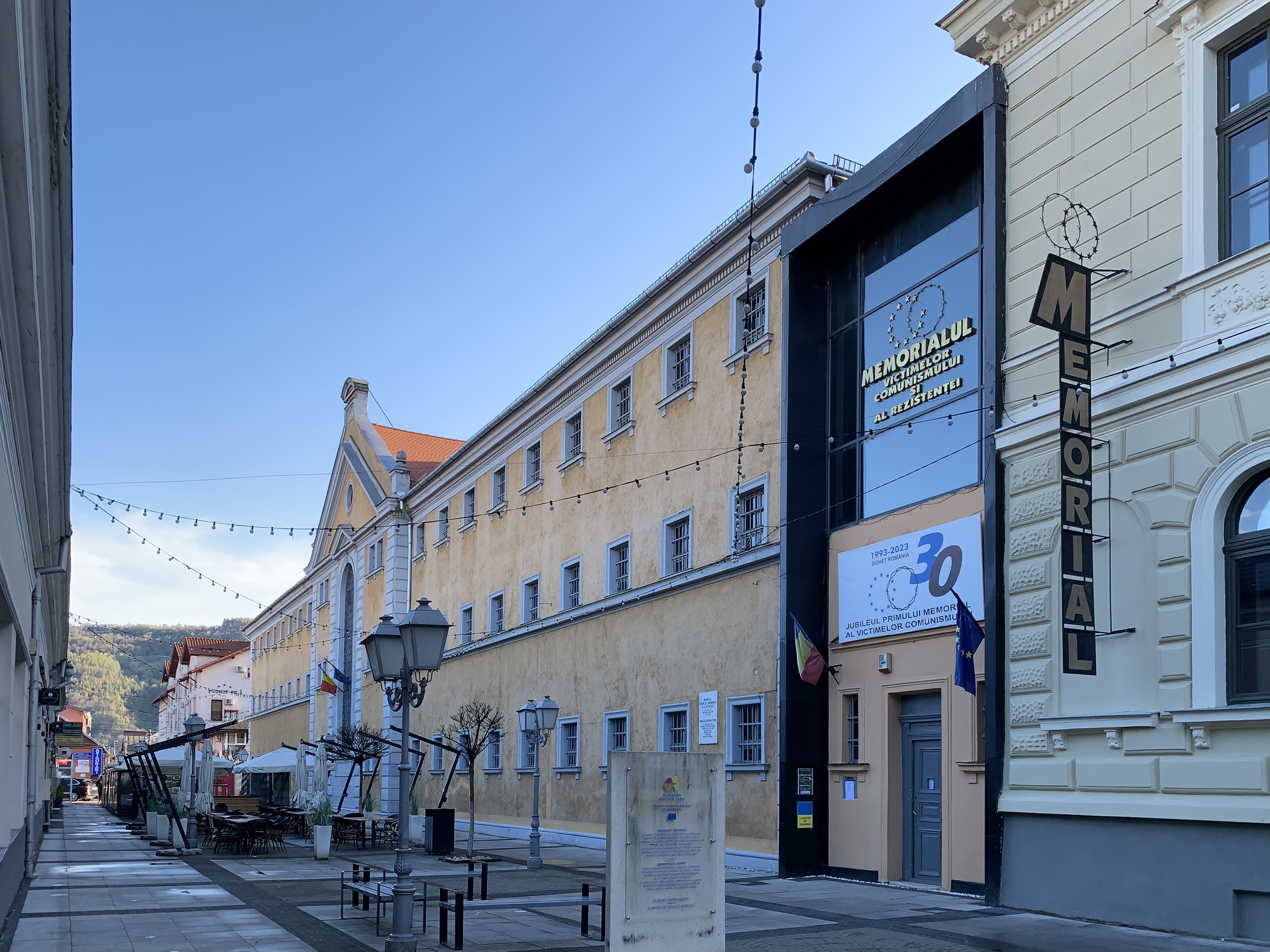
Memorial Sighet

Das Memorial Sighet ist eine Gedenkstätte für die Opfer des Kommunismus und des antikommunistischen Widerstands in Rumänien. Die Gedenkstätte befindet sich in Sighetu Marmației, im äußersten Norden Rumäniens, unmittelbar an der Grenze zu der heutigen Ukraine (in der kommunistischen Zeit an der Grenze zur Sowjetunion), im Gebäude der ehemaligen Strafvollzugsanstalt.

## Entstehungsgeschichte
Das Memorial Sighet wurde 1993 von der Vorsitzenden der Bürger-Allianz, der Schriftstellerin Ana Blandiana, initiiert und in den folgenden zehn Jahren eingerichtet und eröffnet. Die Gedenkstätte steht seit 1995 unter der Schirmherrschaft des Europarats. Dieser benannte das Memorial Sighet in einem Bericht von 1998 als eine der wichtigsten Gedenkstätten Europas und verurteilte in dem Beschluss vom Januar 2006 die Verbrechen aller kommunistischen Regime in Europa.
Bis 1997 war das Memorial vielerlei Druck von Seiten der postkommunistischen Regierung unter Ion Iliescu ausgesetzt und wurde auch öffentlich als Verkauf der Geschichte des Landes an westliche Interessen gebrandmarkt. Seit 1997 sind das dort präsentierte Geschichtsbild und die Institution selbst als von nationaler Bedeutung jedoch offiziell anerkannt und werden von der Regierung unterstützt.

## Struktur
Das Memorial Sighet besteht aus einem Museum in den Räumen des ehemaligen politischen Gefängnisses in Sighet, sowie dem „Internationalen Zentrum für Studien über den Kommunismus“ mit Sitz in Bukarest, das neue Ausstellungen gestaltet und Monografien zum Thema veröffentlicht. 1998 wurde die Internationale Sommerschule für Jugendliche als weitere Einrichtung der Gedenkstätte gegründet.

### Museum

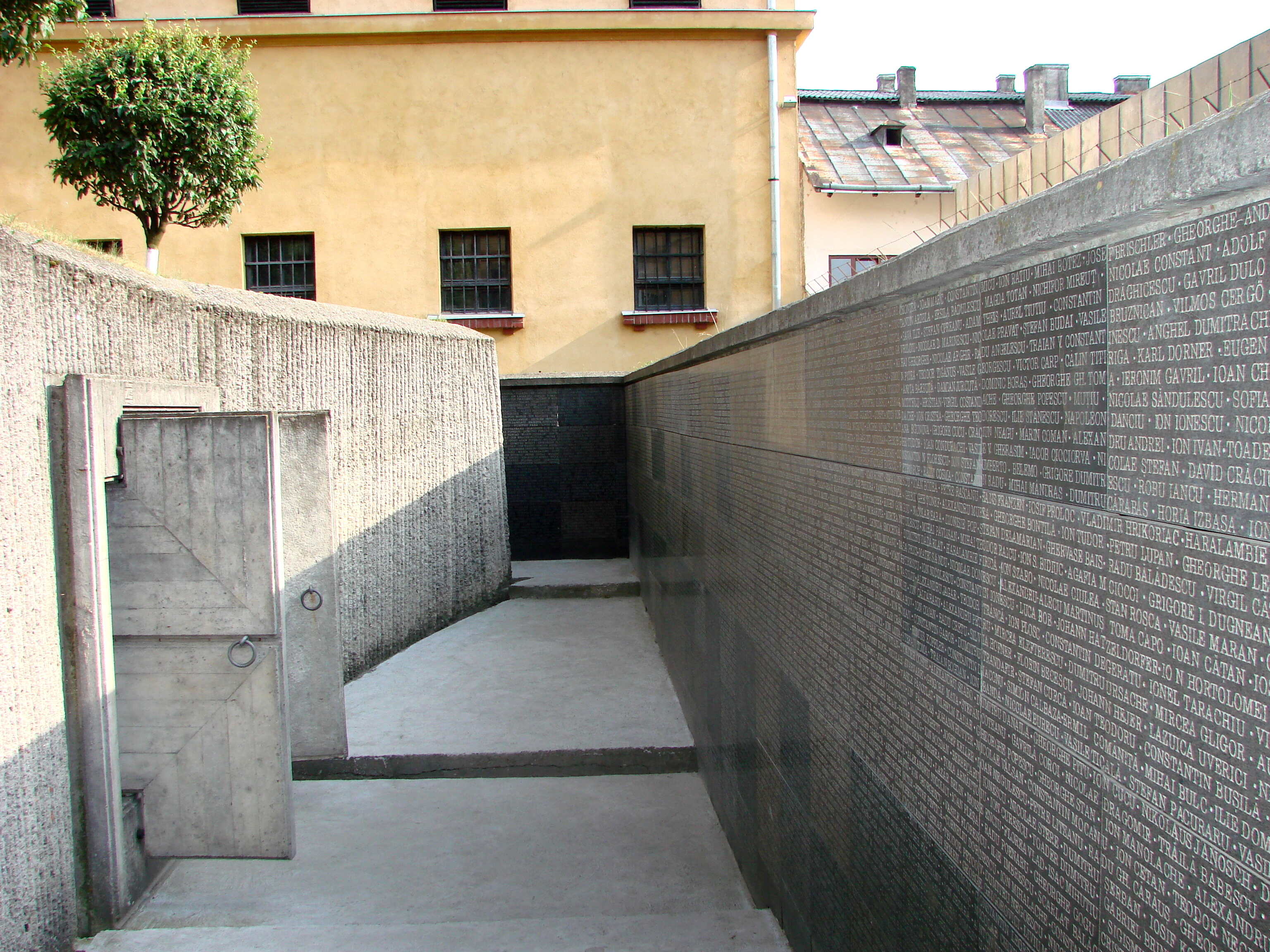
Gedenkmauer mit den Namen der ehemaligen politisch Inhaftierten

Das bereits 1897 von den österreichisch-ungarischen Behörden als gemeinrechtliches Gefängnis erbaute Gebäude im damaligen Komitat Máramaros wurde 1948 vom kommunistischen Regime zum politischen Gefängnis umgewandelt und war bis 1989 wegen der besonders strengen Haftbedingungen gefürchtet. Seine besondere Bedeutung als Gefängnis für die Elite des Landes erhielt das Gefängnis im Mai 1950, als 150 politische Gefangene eingeliefert wurden (später kamen noch 50 weitere hinzu). Zu ihnen gehörten führende Kirchenmitglieder, Spitzenpolitiker der illegalen demokratischen Parteien, ehemalige Minister, Intellektuelle und Generäle sowie später auch kritische Kommunisten. Die katholischen Bischöfe Anton Durcovici und Valeriu Traian Frențiu verhungerten dort 1951 bzw. 1952. Besonders prominente Häftlinge waren vor allem die in Rumänien als Leuchtfeuer der Demokratie empfundenen Politiker Iuliu Maniu von der Nationalen Bauernpartei und Constantin Brătianu von der Nationalliberalen Partei; Iuliu Maniu und der der profaschistische Historiker Gheorghe Brătianu starben 1953 während der Haft. Iuliu Hossu war bis 1955 inhaftiert und stand dann unter Hausarrest. Er hatte sich gegen Pläne der rumänischen Regierung gewehrt, die auf die Trennung der rumänischen griechisch-katholischen Kirche von Rom abzielten. Obwohl in dem Gefängnis kaum gefoltert wurde, starb ein Viertel der Insassen während ihrer Haft, da die Haftbedingungen ohne Heizsystem, mit kargen Mahlzeiten und Schikanen der Wachmannschaften den mehrheitlich über sechzigjährigen Inhaftierten stark zusetzte. 1955 wurde eine Amnestie erlassen, nach der die bedeutendsten Insassen aber nicht freigelassen, sondern in andere Gefängnisse verlegt wurden.

### Internationales Zentrum zum Studium des Kommunismus
Das Internationale Zentrum zum Studium des Kommunismus wird von Romulus Rusan geleitet und besteht aus fünf Abteilungen: 
- dem Archiv
- der Forschungsabteilung
- der Abteilung für Zeitzeugen
- dem Verlag und
- der Ausstellungsabteilung.

Zunächst lag der Schwerpunkt auf der Zeitzeugenbefragung. Parallel dazu begann die Sammlung von Dokumenten, Fotografien, Objekten und Schriftstücken. Anschließend erfolgte die Einrichtung der über 50 Ausstellungsräume im ehemaligen Zellentrakt des Museums.

### Internationale Sommerschule
Die Internationale Sommerschule der Gedenkstätte für die Opfer des Kommunismus wurde 1998 gegründet. Die Zulassung zu den Kursen, die alljährlich im Juli stattfinden, erfolgt auf der Grundlage eines vorhergehenden Wettbewerbs zu einem ausgeschriebenen Thema. Die Lehrer der Sommerschule sind Historiker, Ärzte, Ökonomen, Journalisten, Politologen, Schriftsteller, Komponisten, Filmemacher aus Rumänien, Deutschland, Frankreich, der Schweiz, Großbritannien, den Vereinigten Staaten, Tschechien, Polen, Republik Moldova. Zum Abschluss der Sommerschule werden fünf Schüler mit dem Dr.-Miron-Costin-Preis und weitere fünf mit dem Gheorghe-Arvunescu-Preis ausgezeichnet.
Der französische Historiker Stéphane Courtois leitet die Sommerschule.